# Слизневе
Сли́зневе — село в Україні, у Вільхуватській сільській громаді Куп'янського району Харківської області. Населення становить 5 осіб. До 2020 орган місцевого самоврядування — Федорівська сільська рада.

## Географія
Село Слизневе знаходиться біля урочища Мертелів, на відстані 2 км розташовані села Гогине, Нефедівка, Довжанка, за 1 км — колишнє село Берізки. В селі знаходяться витоки безіменної річки яка через 5 км впадає в річку Плотва, на річці кілька загат, навколо села невеликий лісовий масив (дуб, клен).

## Історія
12 червня 2020 року, відповідно до розпорядження Кабінету Міністрів України  № 725-р «Про визначення адміністративних центрів та затвердження територій територіальних громад Харківської області», увійшло до складу Вільхуватської сільської громади.
19 липня 2020 року, в результаті адміністративно - територіальної реформи та ліквідації Великобурлуцького району, село увійшло до складу Куп'янського району Харківської області.